# Rashmika Mandanna
Rashmika Mandanna ( /rəʃmɪkɑː_mənðənɑː/; nacido el 5 de abril de 1996) es una actriz india que trabaja en películas de Kannada, Tamil, Telugu y Hindi. Ha recibido cuatro Premios SIIMA y un Filmfare Award South.
Rashmika hizo su debut como actriz con la película Kannada Kirik Party (2016) y tuvo su primer estreno cinematográfico en telugu en la comedia romántica Chalo (2018).. Un punto de inflexión en su carrera llegó con el romance Geetha Govindam (2018), que le valió el Premio Filmfare Critics a la Mejor Actriz - Sur. Interpretó a la protagonista de las comedias de acción Devadas (2018) y Sarileru Neekevvaru (2020), y el romance  Bheeshma (2020). Rashmika obtuvo un mayor éxito por protagonizar la película de acción Pushpa: The Rise (2022). Tras un papel secundario en el drama de época Sita Ramam (2021), se expandió al cine hindi. Su estreno más taquillero llegó con el thriller de acción Animal (2023).

## Temprana edad y educación
Rashmika Mandanna nació el 5 de abril de 1996 en una familia del Kodava. to Suman and Madan Rashmika in Virajpet, a town in Kodagu district of Karnataka. Completó sus primeros estudios en la escuela pública Coorg en Kodagu. Estudió una licenciatura en Psicología, Periodismo y Literatura Inglesa en el M. Facultad de Artes, Ciencias y Comercio S. Ramaiah en Bangalore.

## Filmografía

### Films
| Año  | Título                   | Rol(es)             | Idioma(s) | Notas  | Ref.   |
| ---- | ------------------------ | ------------------- | --------- | ------ | ------ |
| 2016 | Kirik Party              | Saanvi Joseph       | Kannada   |        | [ 6 ]  |
| 2017 | Anjani Putra             | Geetha              | Kannada   |        |        |
| 2017 | Chamak                   | Kushi               | Kannada   |        |        |
| 2018 | Chalo                    | L. Karthika         | Telugu    |        | [ 7 ]  |
| 2018 | Geetha Govindam          | Geetha              | Telugu    |        | [ 8 ]  |
| 2018 | Devadas                  | Pooja               | Telugu    |        |        |
| 2019 | Yajamana                 | Kaveri              | Kannada   |        |        |
| 2019 | Dear Comrade             | Aparna "Lilly" Devi | Telugu    |        |        |
| 2020 | Sarileru Neekevvaru      | Samskruthi          | Telugu    |        |        |
| 2020 | Bheeshma                 | Chaithra            | Telugu    |        | [ 9 ]  |
| 2021 | Pogaru                   | Geetha              | Kannada   |        | [ 10 ] |
| 2021 | Sulthan                  | Rukmani             | Tamil     |        | [ 11 ] |
| 2021 | Pushpa: The Rise         | Srivalli            | Telugu    |        | [ 12 ] |
| 2022 | Aadavallu Meeku Johaarlu | Aadhya              | Telugu    |        | [ 13 ] |
| 2022 | Sita Ramam               | Afreen (Waheeda)    | Telugu    |        | [ 14 ] |
| 2022 | Goodbye                  | Tara Bhalla         | Hindi     |        | [ 15 ] |
| 2023 | Varisu                   | Divya               | Tamil     |        | [ 16 ] |
| 2023 | Mission Majnu            | Nasreen Hussain     | Hindi     |        | [ 17 ] |
| 2023 | Animal                   | Geetanjali Singh    | Hindi     |        | [ 18 ] |
| 2024 | Pushpa 2: The Rule       | Srivalli            | Telugu    | Rodaje | [ 19 ] |
| 2024 | Rainbow                  | —                   | Telugu    | Rodaje | [ 20 ] |
| 2024 | The Girlfriend           | —                   | Telugu    | Rodaje | [ 21 ] |

### Video musical
| Año  | Canción      | Idioma(s)   | Label     | Árbitro. |
| ---- | ------------ | ----------- | --------- | -------- |
| 2021 | "Top Tucker" | Hindi/Tamil | YRF Music | [ 22 ]   |

## Premios y nominaciones
| Otorgar                               | Categoría                                    | Trabajar            | Resultado | Árbitro.         |
| ------------------------------------- | -------------------------------------------- | ------------------- | --------- | ---------------- |
| 6th SIIMA Awards                      | Mejor actriz debutante - Kannada             | Kirik Party         |           | [ 23 ]           |
| 2nd IIFA Utsavam                      | Mejor actriz - Canarés                       | Kirik Party         |           | [cita requerida] |
| Zee Kannada Hemmeya Kannadathi Awards | Orgullosa heroína del año                    | —                   |           | [ 24 ]           |
| 65th Filmfare Awards South            | Mejor actriz - Kannada                       | Chamak              |           | [ 25 ]           |
| 7th SIIMA Awards                      | Mejor actriz - Canarés                       | Chamak              |           | [ 26 ]           |
| Zee Cine Awards Telugu 2019           | Actriz favorita                              | Geetha Govindam     |           | [ 27 ]           |
| 8th SIIMA Awards                      | Mejor actriz - Telugu                        | Geetha Govindam     |           | [ 28 ]           |
| 66th Filmfare Awards South            | Mejor actriz - Telugu                        | Geetha Govindam     |           | [ 29 ] [ 30 ]    |
| 66th Filmfare Awards South            | Mejor actriz (crítica) - Telugu              | Geetha Govindam     |           | [ 29 ] [ 30 ]    |
| 9th SIIMA Awards                      | Mejor actriz - Telugu                        | Dear Comrade        |           | [ 31 ]           |
| 9th SIIMA Awards                      | Mejor actriz (crítica) - Telugu              | Dear Comrade        |           | [ 31 ]           |
| 9th SIIMA Awards                      | Mejor actriz - Canarés                       | Yajamana            |           | [ 31 ]           |
| 9th SIIMA Awards                      | Mejor actriz (crítica) - Kannada             | Yajamana            |           | [ 31 ]           |
| 9th SIIMA Awards                      | Mejor actriz - Telugu                        | Sarileru Neekevvaru |           | [ 32 ]           |
| 10th SIIMA Awards                     | Mejor actriz - Telugu                        | Pushpa: The Rise    |           | [ 33 ]           |
| 67th Filmfare Awards South            | Mejor actriz - Telugu                        | Pushpa: The Rise    |           | [ 34 ]           |
| Lokmat Stylish Awards                 | El icono juvenil más elegante                | —                   |           | [ 35 ]           |
| Zee Cine Awards                       | Mejor ópera prima femenina                   | Goodbye             |           | [ 36 ]           |
| Bollywood Hungama Style Icons         | El icono más elegante de PAN-India           | —                   |           | [ 37 ]           |
| Bollywood Hungama Style Icons         | El talento innovador más elegante (femenino) | —                   |           | [ 37 ]           |